# 뉴스5
뉴스5(영어: News5)는 필리핀의 5 네트워크 산하의 뉴스 제작 자회사이다.

## 같이 보기
- TV5 (필리핀)